# Joumba de Guez
Joumba de Guez, född 29 april 2019, är en fransk varmblodig travhäst. Hon tränas och körs av Jean-Michel Bazire och rids av Éric Raffin.
Joumba de Guez började tävla 2022 och inledde med en andraplats för att sedan ta sin första seger i tredjestarten. Hon har hittills sprungit in 742 960  euro på 33 starter varav 10 segrar, 3 andraplatser och 2 tredjeplatser. Hon har tagit karriärens hittills största segrar i Prix de Cornulier (2025). Hon har även vunnit Prix Guy Le Gonidec (2022), Prix Jag de Bellouet (2023), Prix Pierre Van Troyen (2024), Prix de Chenonceaux (2024) och Prix Léon Tacquet (2025).
Hon har även kommit på andraplats i Prix Victor Cavey (2024) och Prix Bilibili (2024) samt på tredjeplats i Prix Philippe du Rozier (2023) och Prix du Rhone (2024).

## Statistik
| Statistik för Joumba de Guez (Ref.) | Statistik för Joumba de Guez (Ref.) | Statistik för Joumba de Guez (Ref.) | Statistik för Joumba de Guez (Ref.) | Statistik för Joumba de Guez (Ref.) | Statistik för Joumba de Guez (Ref.) |
| ----------------------------------- | ----------------------------------- | ----------------------------------- | ----------------------------------- | ----------------------------------- | ----------------------------------- |
| Starter                             | Placeringar                         | Startprissumma                      | Segerprocent                        | Platsprocent                        | Rekord                              |
| 33                                  | 10-3-2                              | 742 960 euro                        | 30 %                                | 45 %                                | 1.11,7ak,                           |

### Större segrar
| År   | Lopp                   | Kusk               | Vinstbelopp | Grupp   |
| ---- | ---------------------- | ------------------ | ----------- | ------- |
| 2022 | Prix Guy Le Gonidec    | Jean-Michel Bazire | 54 000 EUR  | Grupp 2 |
| 2023 | Prix Jag de Bellouet   | Éric Raffin        | 90 000 EUR  | Grupp 1 |
| 2024 | Prix Pierre Van Troyen | Jean-Michel Bazire | 36 000 EUR  | Grupp 3 |
| 2024 | Prix de Chenonceaux    | Jean-Michel Bazire | 36 000 EUR  | Grupp 3 |
| 2025 | Prix Léon Tacquet      | Éric Raffin        | 36 000 EUR  | Grupp 3 |
| 2025 | Prix de Cornulier      | Éric Raffin        | 315 000 EUR | Grupp 1 |